# Беляев, Сергей Сергеевич
Серге́й Серге́евич Беля́ев (род. 25 января 1965, СССР) — российский дипломат. Чрезвычайный и полномочный посол (2021).

## Биография
Родился 25 января 1965 года.
В 1987 году окончил факультет международных отношений (кафедра языков стран Северной Европы и Балтии) Московский государственный институт международных отношений (МГИМО) МИД СССР. Владеет финским и английским языками.
С 1987 года на дипломатической работе.
С 2005 по 2010 год — советник-посланник Посольства России в Финляндии.
С 2010 по 2014 год — заместитель директора Второго европейского департамента МИД России.
С 2014 по 2018 год — советник-посланник Посольства России в Финляндии.
С 17 октября 2018 по октябрь 2024 года — директор Второго европейского департамента МИД России.
С 25 октября 2024 года — чрезвычайный и полномочный посол Российской Федерации в Королевстве Швеция.

## Дипломатический ранг
- Чрезвычайный и полномочный посланник 2 класса (23 апреля 2008)[4].
- Чрезвычайный и полномочный посланник 1 класса (10 февраля 2017)[5].
- Чрезвычайный и полномочный посол (28 декабря 2021)[6].

## Награды
- Почётная грамота Президента Российской Федерации (29 мая 2025 года) — за вклад в реализацию внешнеполитического курса Российской Федерации[7]